# Нехорошков, Владимир Григорьевич
Владимир Григорьевич Нехорошков (23.04.1925, Алтайский край — 18.01.2001) — помощник командира взвода пешей разведки 110-го гвардейского стрелкового полка гвардии сержант — на момент представления к награждению орденом Славы 1-й степени.

## Биография
Родился 23 апреля 1925 года в селе Большевик (ныне Тогульского района Алтайского края). В 1940 году окончил 7 классов сельской школы. Жил в селе Антипино. Работал в колхозе учетчиком тракторной бригады, продавцом Антипинского сельпо, секретарем Антипинского сельского Совета. Что бы уйти на фронт приписал себе год.
В январе 1943 года был призван в Красную Армию и направлен в Новосибирское военно-пехотное училище. Но учёбу не закончил, через полгода был зачислен в 13-й запасной стрелковый полк в качестве командира стрелкового отделения, а декабре 1943 года с маршевой ротой убыл на фронт. Был зачислен в 110-й гвардейский стрелковый полк 38-й гвардейской стрелковой дивизии. В составе этой части прошел весь боевой путь.
Боевое крещением принял в боях за освобождение Белоруссии бронебойщиком, наводчиком противотанкового ружья. В одном из боев побил танк, был ранен. После госпиталя вернулся в свой полк.
В январе 1944 года дивизия, в которой воевал Нехорошков, была выведена в тал на переформирование. Здесь хорошо зарекомендовавший себя гвардии сержант Нехорошков был зачислен во взвод пешей разведки. Вместе с ним в разведчики перешли Михаил Апальков, Николай Власов, Каиргазы Имашев. Вернувшись на фронт, дивизия с марта 1944 года вела оборонительные бои на восточном берегу реки Припять.
В ночь на 19 июля 1944 года дивизия перешла в наступление. В этих боях разведчик Нехорошков заслужил первые боевые награды. 19 июля 1944 года во время проведения разведки взял в плен 2 противников, за что был представлен к награждению орденом Славы 3-й степени, награждён медалью «За отвагу».
22 июля 1944 года действуя в тылу гвардии сержант Нехорошков в составе разведывательной группы лично захватил в плен вражеского офицера и доставил его командованию. Пленный дал ценные сведения, которые способствовали успеху операций производимых полком. Был представлен к награждению орденом Отечественной войны 2-й степени.
Приказом по частям 38-й гвардейской стрелковой дивизии от 28 июля 1944 года гвардии сержант Нехорошков Владимир Григорьевич награждён орденом Славы 3-й степени.
В дальнейшем в составе своего полка участвовал в форсировании реки Западный Буг, в окружении и уничтожении Брестской группировки противника. В этих боях, в одном из разведвыходов, первым ворвался в расположение врага, огнём из автомата уничтожил 6 противников, захватил ценные документы. Был представлен к награждению орденом Славы 2-й степени, награждён орденом Красной Звезды. В течение ноября-декабря 1944 года дивизия находилась в резерве, получила пополнение и была выведена на Буго-Наревский плацдарм для дальнейших боевых действий. С 14 января началась Восточно-Прусская наступательная операция.
17 января 1945 в бою при прорыве обороны противника на Наревском плацдарме близ населенного пункта Цехнувка гвардии сержант Нехорошков, находясь на фланге наступающего батальона, за штурмовым валом артиллерии первым ворвался в траншеи противника, уничтожил трех вражеских солдат и одного взял в плен. По пути преследования врага все время находился впереди подразделения. 28 января, когда противник внезапно атаковал подразделения полка, гвардии сержант Нехорошков, перейдя боевые порядки противника с тыла, и неожиданно ударил из своего автомата и ручными гранатами. Уничтожил до двадцати вражеских солдат, а шестерых взял в плен.
Приказом по войскам 70-й армии от 21 февраля 1945 года гвардии сержант Нехорошков Владимир Григорьевич награждён орденом Славы 2-й степени.
На завершающем этапе войны, в составе своего полка, гвардии сержант Нехорошков участвовала в Восточно-Померанской операции, освобождении города Гдыня. С конца марта дивизия находились на отдыхе, затем переброшена на Одер и с 23 апреля участвовала Берлинской наступательной операции.
23 апреля 1945 года у населенного пункта Геезов гвардии сержант Нехорошков первым проник в расположение противника и содействовал захвату «языка». 5 мая, действуя в разведке в районе населенных пунктов Пинков и Демен, скрытно подполз к вражеской позиции, гранатами уничтожил пулемет с прислугой, что позволило разведгруппе разгромить боевое охранение противника, взять в плен свыше 10 противников.
День Победы встретил на Эльбе. Участник Парада Победы на Красной площади в Москве 24 июня 1945 года.
Указом Президиума Верховного Совета СССР от 29 июня 1945 года гвардии сержант Нехорошков Владимир Григорьевич награждён орденом Славы 1-й степени. Стал полным кавалером ордена Славы. Награду получил в Кремле из рук М. И. Калинина.
В октябре 1945 года, как имеющий 4 ранения, был демобилизован.
Вернулся на родину. В 1949 году вступил в ВКП/КПСС. В 1966 окончил Высшую заочную партшколу при ЦК КПСС в городе Омск. Работал в Прокопьевском райкоме партии, парторгом совхоза «Прокопьевский».
Жил в селе Верх-Егос Прокопьевского района Кемеровской области. В 1969—1976 годах работал директором Прокопьевской средней школы, позднее работал учителем истории и обществоведения в этой же школе.
Скончался 18 января 2001 года. Похоронен на кладбище села Верх-Егерс.

## Награды
Награждён орденами Отечественной войны 1-й степени, Красной Звезды, Славы 1-й, 2-й, 3-й степеней, медалями, в том числе «За отвагу».

## Память
- в 1987 году его именем была названа одна из улиц в селе Верх-Егос[1].

- В 2008 году в селе Верх-Егерс, на доме где жил ветеран, открыта мемориальная доска.

В селе проводится ежегодный областной турнир по вольной борьбе и волейболу в честь героя-земляка полного кавалера ордена Славы В. Г. Нехорошкова.